# Spoorlijn Linköping - Västervik
De spoorlijn Linköping - Västervik (Zweeds: Tjustbanan) is een spoorlijn in het zuiden van Zweden in de provincies Östergötlands län en Kalmar län. De lijn verbindt de plaatsen Linköping en Västervik met elkaar.
De spoorlijn is 116 kilometer lang.